# Ута Ролендер
Ута Ролендер (нім. Uta Rohländer; нар. 30 червня 1969) — німецька спринтерка.
До возз'єднання Німеччини на міжнародних змаганнях представляла Східну Німеччину.

## Спортивні досягнення
Бронзова олімпійська призерка з естафетного бігу 4×400 метрів (1996). Фіналістка (6-е місце) олімпійських змагань з естафетного бігу 4×400 метрів на Іграх в Барселоні (1992).
Чемпіонка світу з естафетного бігу 4×400 метрів (1997). Дворазова бронзова призерка чемпіонатів світу з естафетного бігу 4×400 метрів (1991, 1999). Фіналістка (4-е місце) у цій дисципліні на чемпіонаті світу в Гетеборзі (1995).
Переможниця Кубка світу з естафетного бігу 4×400 метрів (1998). Була 2-ю в цій дисципліні на Кубку світу в Лондоні (1994).
Чемпіонка Європи з естафетного бігу 4×400 метрів (1998). Бронзова призерка чемпіонату Європи з естафетного бігу 4×400 метрів (1994). Фіналістка (4-е місце) чемпіонату Європи з бігу на 400 метрів (1998).
Була 2-ю з естафетного бігу 4×400 метрів на шести Кубках Європи (1991, 1994, 1995, 1996, 1997, 2000). Фінішувала 3-ю у бігу на 400 метрів на Кубку Європи (2000).
Чемпіонка Європи серед юніорів з бігу на 400 метрів та естафетного бігу 4×400 метрів (1987).
Чемпіонка Німеччини з бігу на 400 метрів (1998). Чемпіонка НДР з естафетного бігу 4×400 метрів (1990).
Чемпіонка Німеччини в приміщенні з бігу на 400 метрів (1992) та з естафетного бігу 3×800 метрів (1997).